# 鄭文杰
鄭文杰（英語：Cheng Man-kit），前香港黃大仙區議會天強選區議員，前公民黨成員。

## 政治生涯

### 參選2019年區議會選舉
鄭代表公民黨參選2019年11月舉行的區議會選舉，選區為天強選區，挑戰時任區議員自由黨陳安泰，最終以4,608票獲勝。
| 政党   | 政党   | 候选人    | 票数  | %     | ±      |
| ------ | ------ | --------- | ----- | ----- | ------ |
|        | 自由黨 | ①. 陳安泰 | 3,075 | 40.02 | -15.65 |
|        | 公民黨 | ②. 鄭文杰 | 4,608 | 59.98 |        |
| 多数票 | 多数票 | 多数票    | 1,533 | 19.96 |        |

### 當選後
當選後，鄭文杰即與其他民主派的當選區議員就香港理工大學衝突要求香港警察撤離香港理工大學，並容許各方進入香港理工大學範圍進行人道救援。鄭文杰亦參與了時任香港立法會議員與十八區時任及候任區議員要求政府由公務員加薪議程中抽起警隊作獨立審議的聯署。

### 樂富襲擊事件
2020年5月8日，樂富「連儂牆」發生襲擊事件，鄭文杰聯同黃大仙區議會另外兩名區議員劉珈汶和梁銘康發聲明，強烈譴責施襲者行為及警方濫捕，形容事件是元朗襲擊事件的翻版。聲明指，該批人士手持𠝹刀等物品襲擊附近街坊，一直追打至富美街，事件中兩名街坊重傷倒地，另有多名街坊受傷，而首批警員到場時，施襲者仍然在現場，但即使在場街坊向警方指認施襲者，警方卻無意拘捕或盤問，最終絕大部份施襲者在警方增援前逃去。聲明指警方意圖放生施襲者，並將受襲人士以公眾地方打鬥罪名拘捕。三名區議員強烈譴責施襲者暴行及警方包庇施襲者，又指事件完全是元朗襲擊事件的翻版。聲明強調，警方到場時，在場街坊主動向警方提供資料，但後來竟由「主動協助調查」變成「涉嫌公眾地方打鬥」被捕。指警方此舉無疑是向市民發出極嚴重的錯誤信息：即使目睹任何犯罪過程都不要向警方提供資料，避免變成被告。

## 外部連結
- 鄭文杰Facebook專頁（页面存档备份，存于）